# Råsunda (stadsdel)

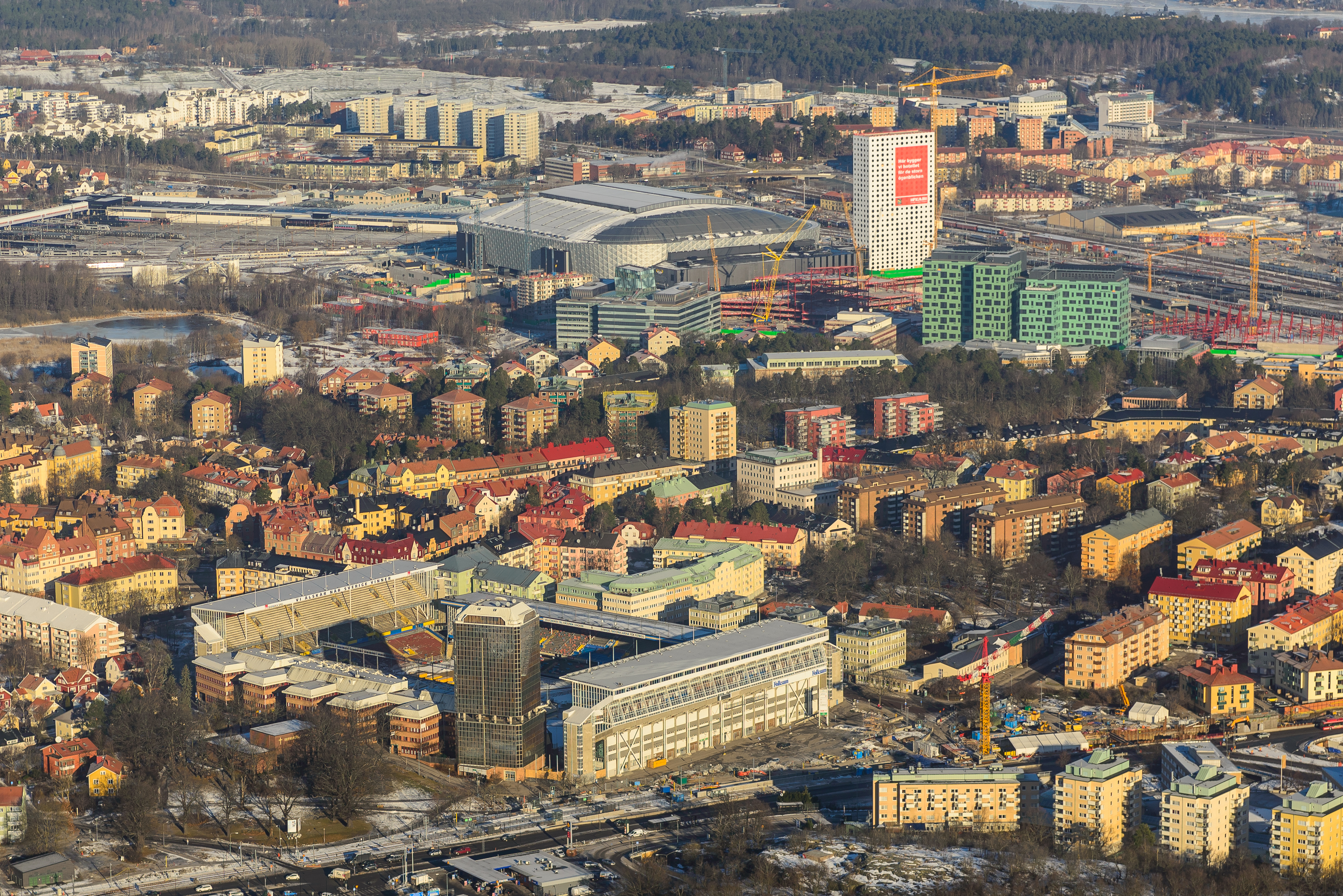
Flygbilder över Råsunda i februari 2013. I förgrunden Råsunda stadion före rivningen, och i bakgrunden den nya Friends arena. Till höger om denna syns Ostkustbanan och till vänster Hagalunds bangård.

Råsunda är en stadsdel i Solna kommun, Stockholms län. Stadsdelen har 17 382 invånare (år 2013), vilket utgör 23,9 procent av Solna kommuns totala invånarantal.

## Historia
Ortnamnet Råsunda är en sammanslagning av de två gamla gårdsnamnen Råsta och Frösunda (Råsta + Frösunda). Bebyggelsen växte fram vid sekelskiftet 1900 på initiativ av Ivar Kreuger och Torsten Kreuger, genom samarbete mellan deras bolag Kreuger & Toll och Råsunda Förstadsaktiebolag. Bebyggelsen förlades längs Råsunda Förstadsaktiebolags spårväg mellan Stockholms innerstad och Sundbyberg, då kallad Stockholmsvägen, idag ungefär samma sträcka som Råsundavägen. Medan många andra förorter vid denna tid hade lantlig prägel, bestod bebyggelsen i Råsunda av större flerbostadshus. Den 10 november 1911 inrättades ett municipalsamhälle i Solna landskommun för Råsunda, på begäran av Råsunda Förstadsaktiebolag efter att Kungl. Maj:ts Befallningshafvande hemställt om införande av Stadsstadgorna. Den 31 december 1912 fastställdes Råsundas första stadsplan, med påteckning om gillande och 1915 fastställdes Råsundas första lagligen fastställda Byggnadsordning. Municipalsamhället upphörde 1943 i och med att Solna stad bildades. 
I Råsunda byggde Svensk Filmindustri 1920 sina filmateljéer som kom att kallas Filmstaden, här producerades ca 400 långfilmer fram till 1970.

## Bebyggelse
Stadsdelen har blandad bebyggelse från olika tidsperioder på 1900-talet. Bebyggelsen brukar indelas i Råsunda stenstad och Råsunda villaområden samt höghusbebyggelsen. Höghusbebyggelsen har tillkommit i omgångar efter 1934 och är företrädesvis placerade i Råsundas östra, västra och sydvästra delar.  I modern tid har nya höghusområden tillkommit som nya Filmstaden och Arenastaden. Höghusbebyggelsetyperna är lamellhus, skivhus och punkthus. I nya Filmstaden och Arenastaden finns även kringbyggda kvarter.
Bland de kända byggnaderna märks bland annat Charlottenburgs gård, ursprungligen ett torp under Stora Frösunda som sedan 1960-talet är hembygdsgård för Solna. Till ett äldre riktmärke i stadsbilden hör Råsunda vattentorn som invigdes 1910 och levererade dricksvatten till det nybildade municipalsamhälle. Vid Sjövägen 20 ligger fastigheten Svanen 1 som är en villa i medelhavsinspirerande drag. Villan uppfördes 1932-1933 efter ritningar av arkitekt Carl Åkerblad för Råsundabolagets verkställande direktör Helge Werner. Svanen 1 är blåmärkt av kommunen och har tillmätts ett extra högt kulturhistoriskt värde som "omistlig". I Råsunda finns en hel del restauranger, caféer och butiker. På Stråket finns en vacker fontän med Carl Milles skulptur Solglitter från 1918. Den tidigare svenska nationalarenan för fotboll, Råsundastadion låg här.

## Bilder

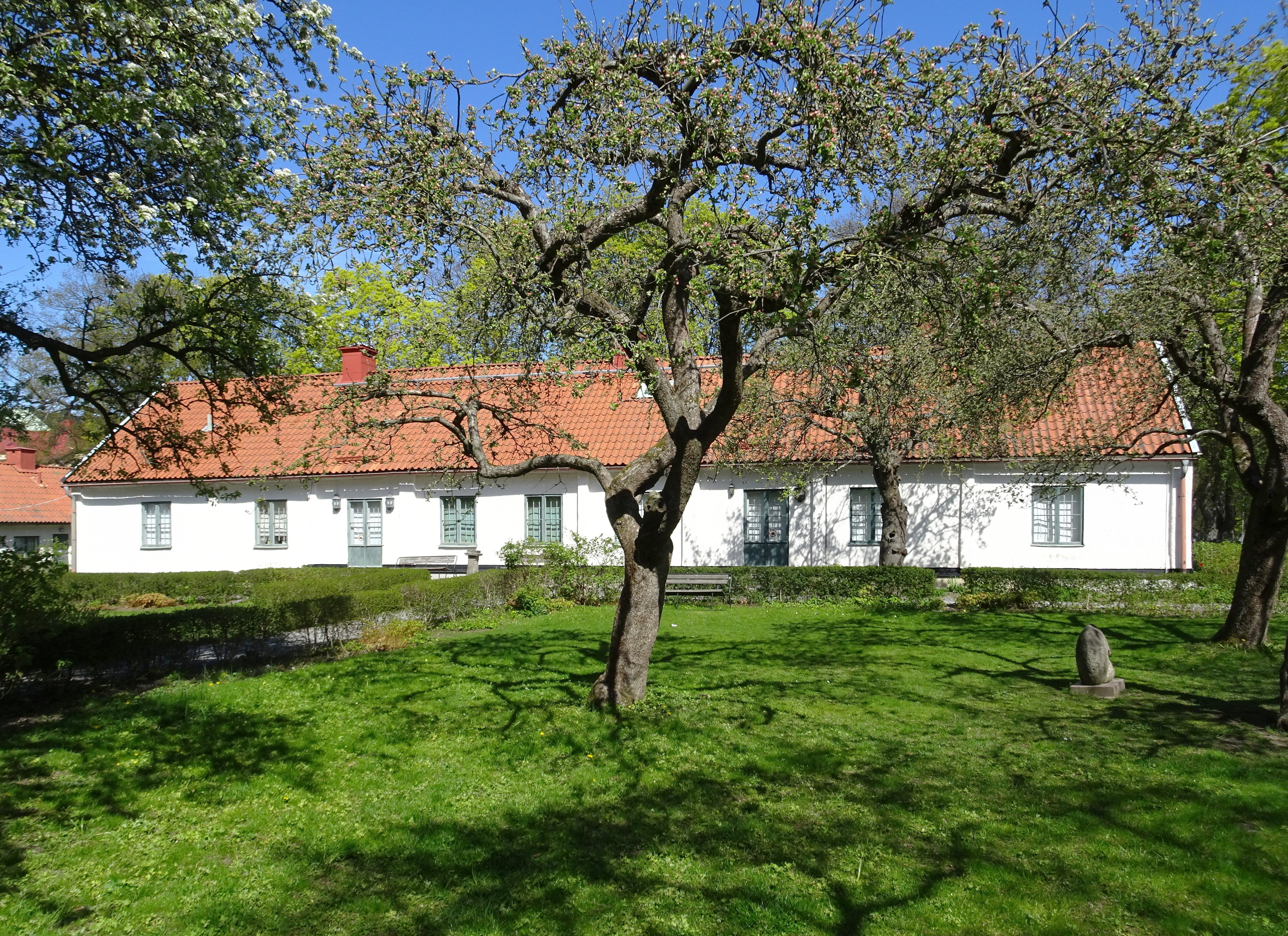
Charlottenburgs gård.
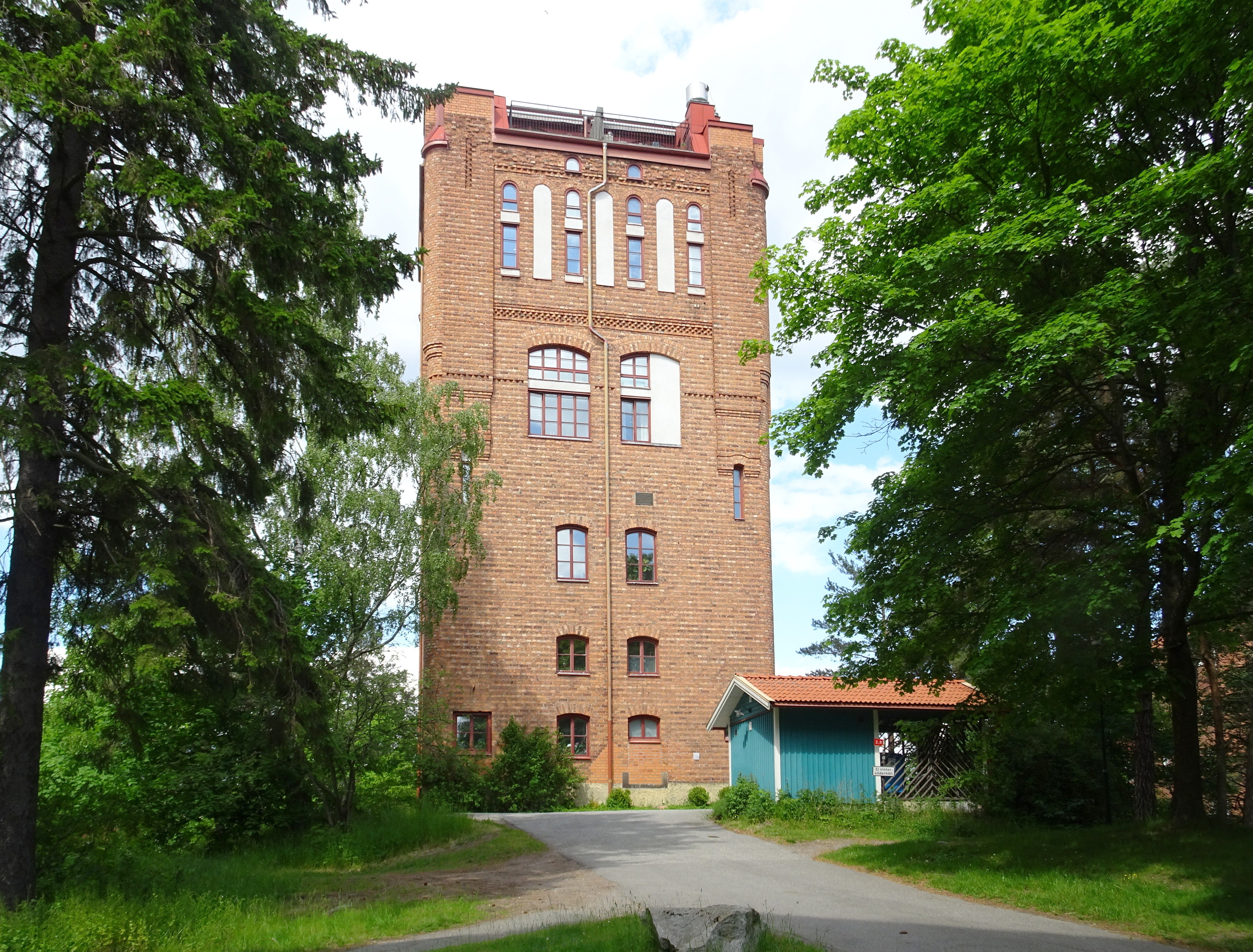
Råsunda vattentorn.
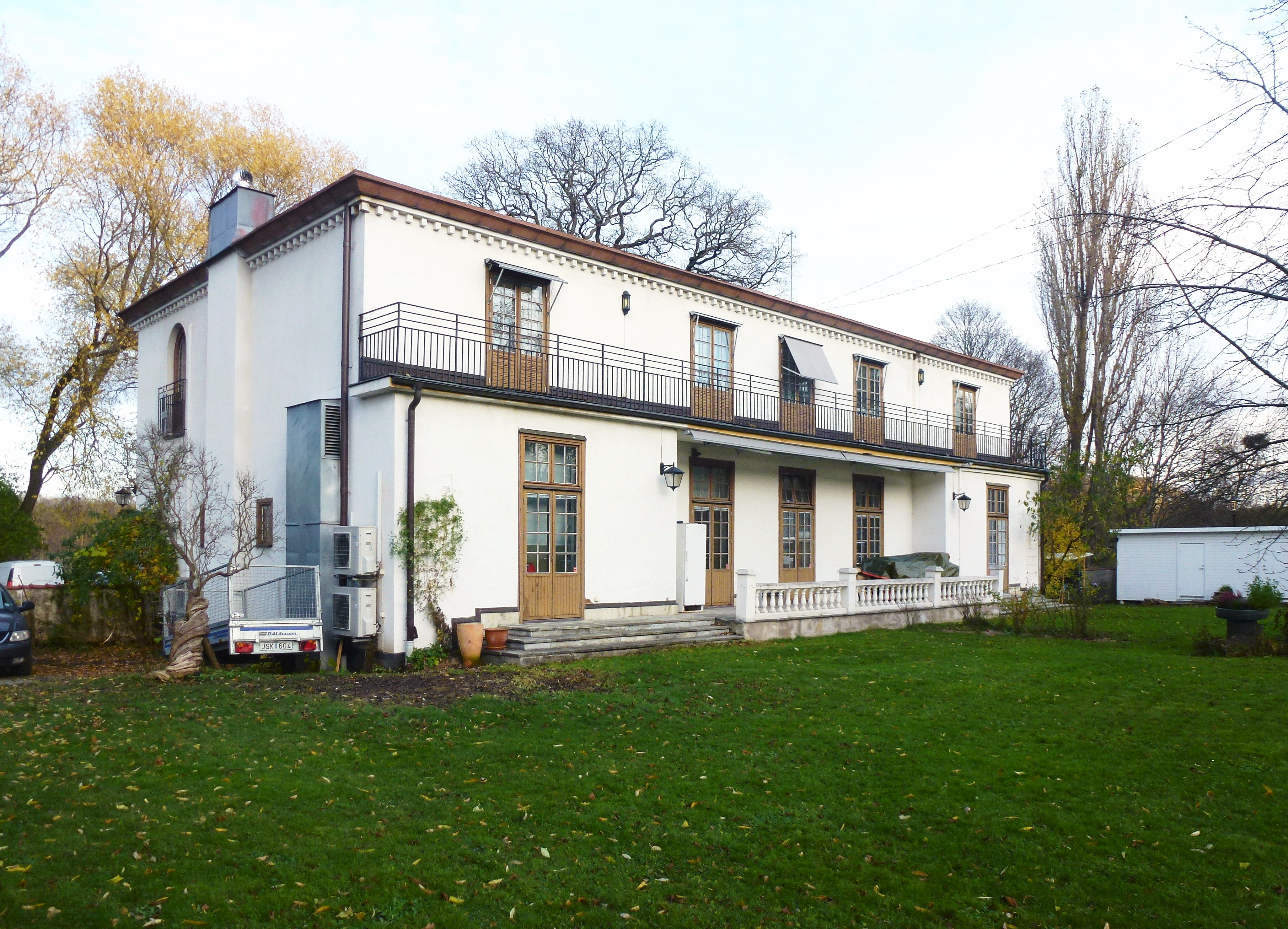
Villa Svanen 1.
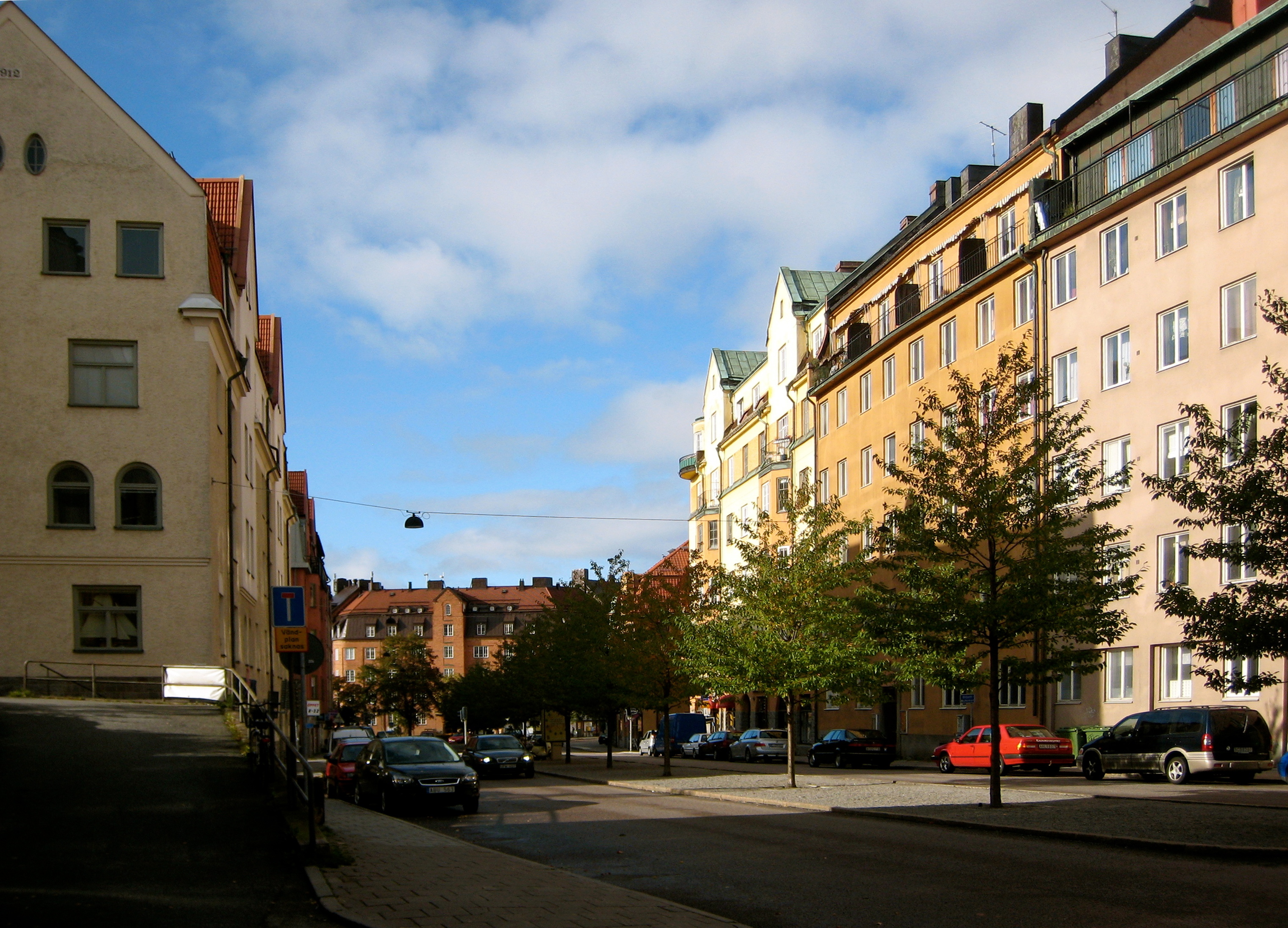
Råsundavägen mot Stråket.

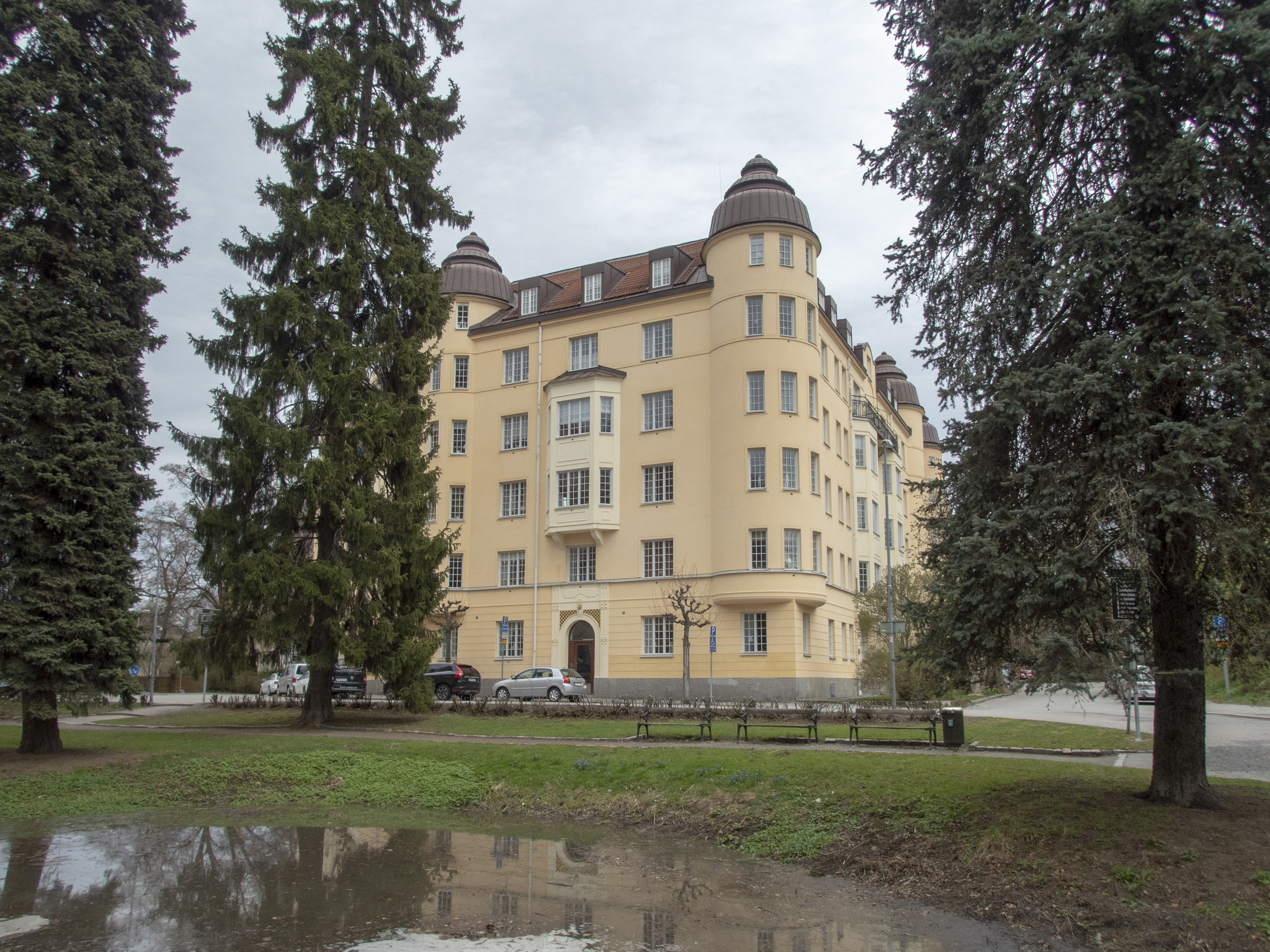
Kvarteret Slottet sett från Solparken.
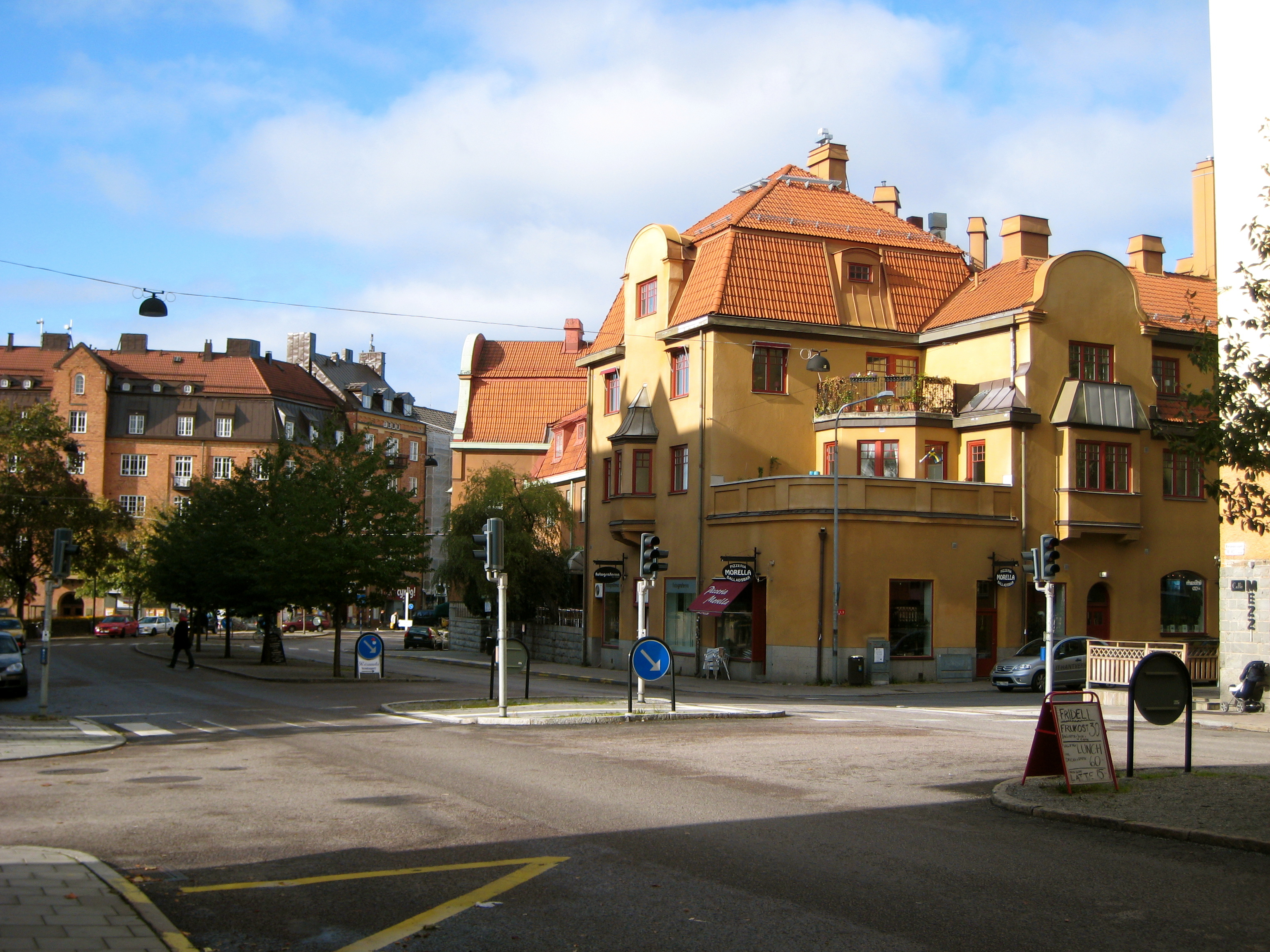
Bebyggelse vid Stråket.
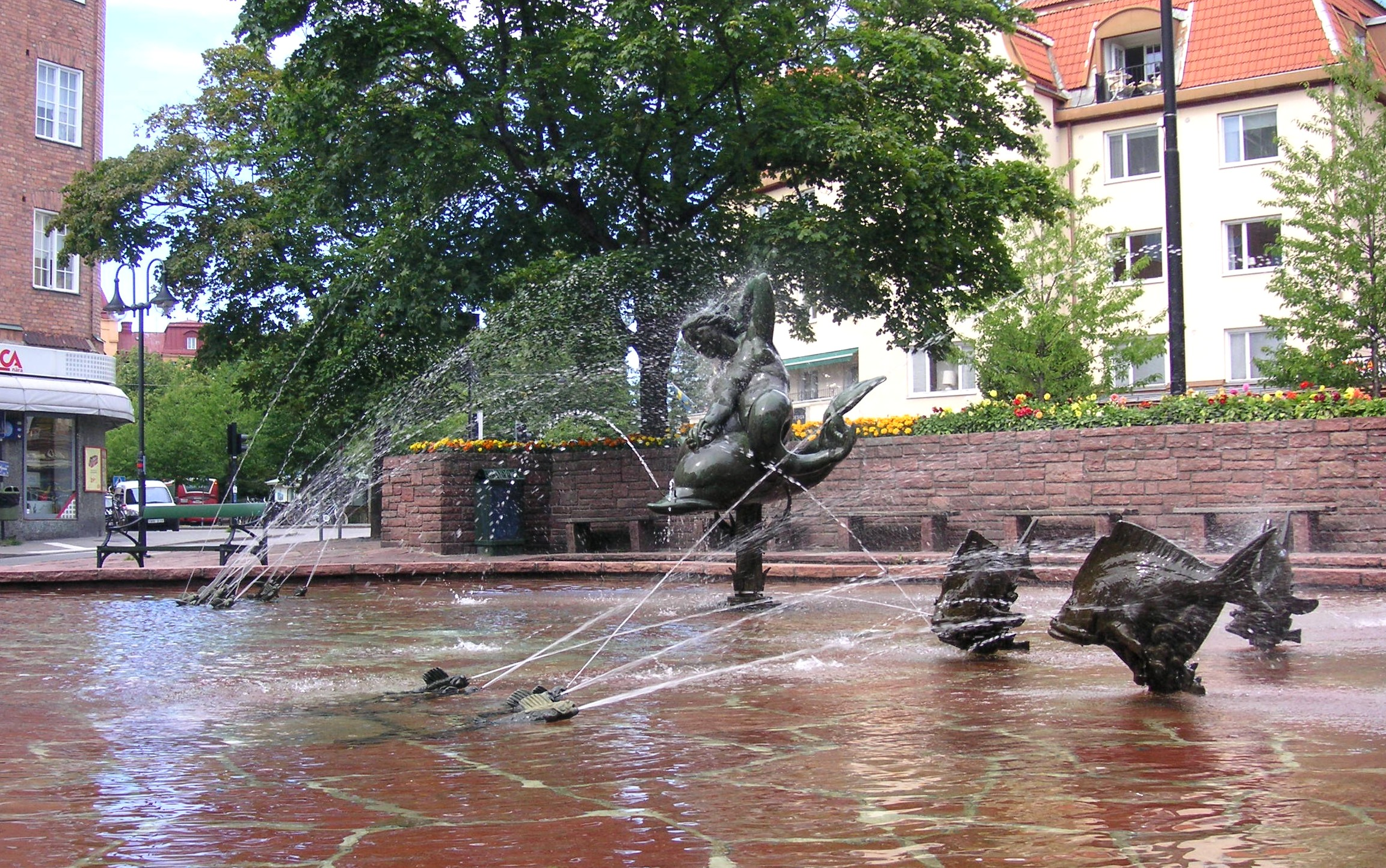
Carl Milles Solglitter från 1918 på Stråket.
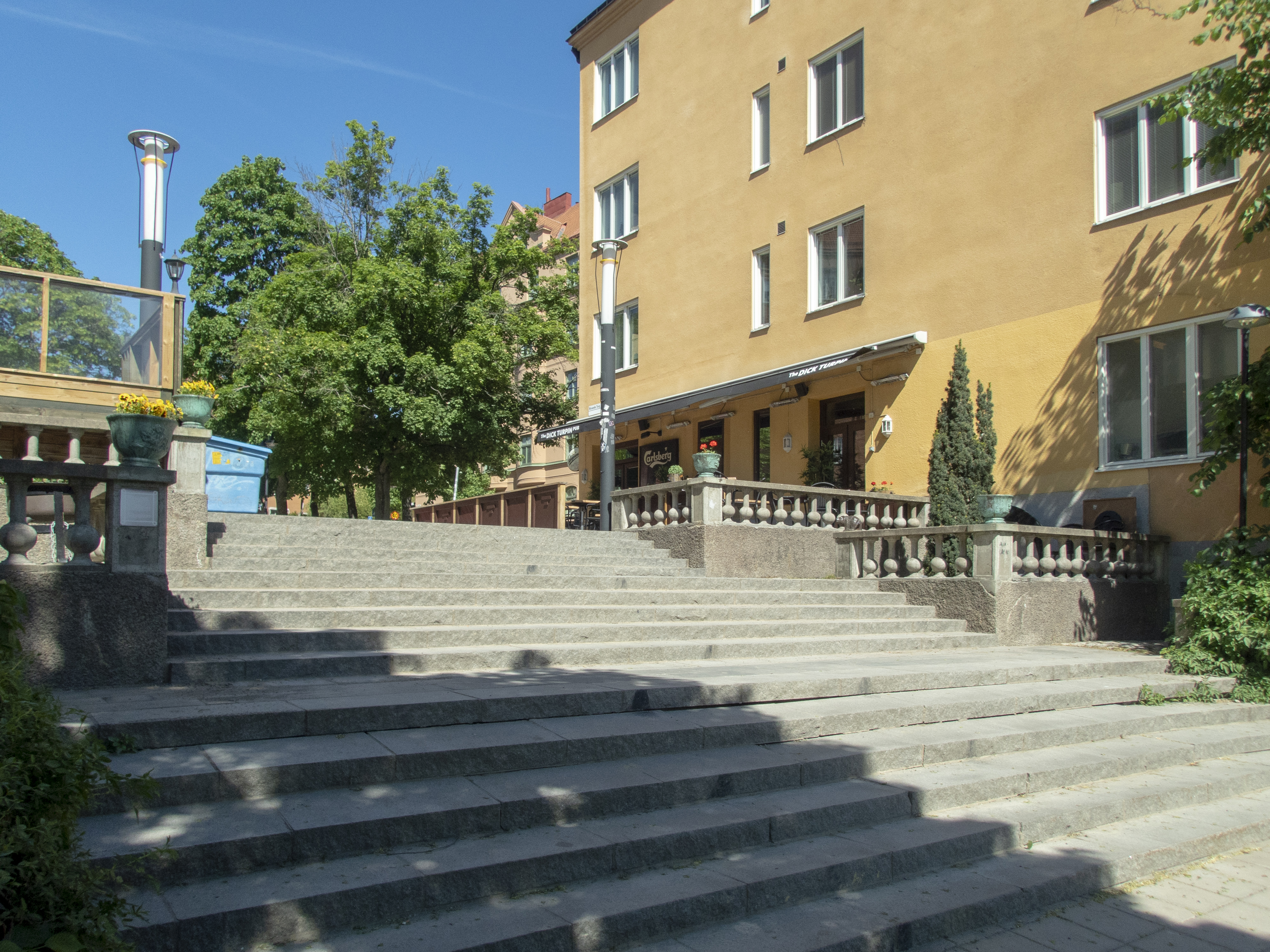
Råsunda torg.

## Demografi
Råsunda är Solnas befolkningsmässigt största stadsdel. Andelen invånare med utländsk bakgrund (född utomlands eller med båda föräldrarna födda utomlands) är 19,2 %, vilket är klart lägre än i Solna som helhet (31,8 %). Råsunda bebos i tämligen hög utsträckning av människor från de högre inkomstklasserna; 37,5 % av männen och 20,7 % av kvinnorna hade år 2008 en förvärvsinkomst på minst 360 000 kr.